# تيم براون

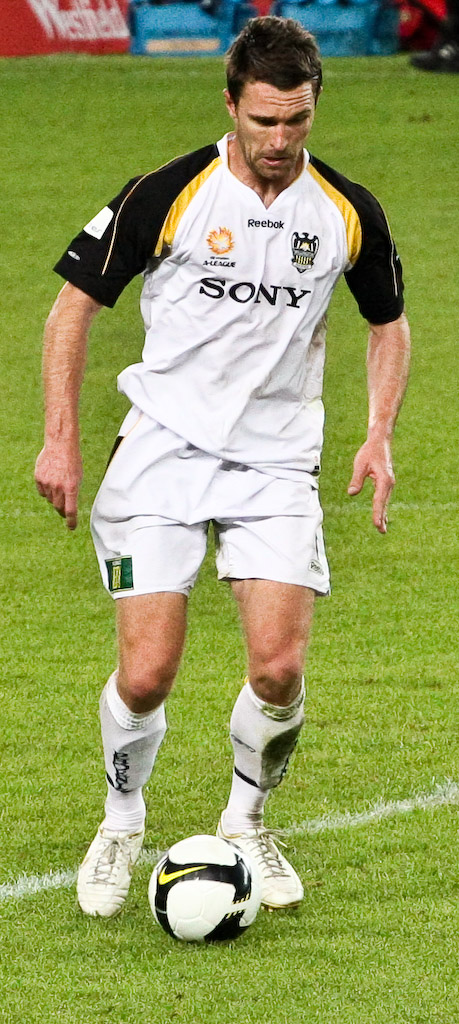
تيم براون

تيم براون (بالإنجليزية: Tim Brown)‏، من مواليد 6 مارس 1981، لاعب كرة قدم نيوزلندي.
يلعب مع نادي ويلينغتون فينيكس.
بدأ باللعب مع منتخب نيوزلندا لكرة القدم في عام 2004.

## روابط خارجية
- تيم براون على موقع الاتحاد الدولي (مؤرشف)  (الإنجليزية)
- تيم براون على موقع قاعدة بيانات كرة القدم.إي يو (الإنجليزية)
- تيم براون على موقع ناشيونال فوتبول تيمز (الإنجليزية)
- تيم براون على موقع عالم كرة القدم.نت (الإنجليزية)